# Molle-Islands-Nationalpark
Der Molle-Islands-Nationalpark (engl.: Molle Islands National Park) ist ein Nationalpark im Osten des australischen Bundesstaates Queensland.

## Lage
Er liegt 913 km nordwestlich von Brisbane und ca. 100 km nördlich von Mackay. Die Molle Islands liegen westlich des Whitsunday-Islands-Nationalparks auf dem Festlandsockel in der Korallensee.
Die Molle Islands besteht aus 8 Inseln: Long Island, Daydream Island (früher: West Molle Island), Denman Island, Goat Island, Mid Molle Island, North Molle Island, Planton Island und South Molle Island. Alle Inseln gehören zum UNESCO-Weltnaturerbe Great Barrier Reef.
In der Umgebung liegen die Nationalparks Repulse Islands, Whitsunday Islands, Lindeman Islands und Gloucester Island; auf dem Festland der Conway-Nationalpark.

## Geschichte
Seit Tausenden von Jahren lebten die Aborigines der Ngaro auf den Inseln vor diesem Küstengebiet. Die Ngaro (auch Island People in Australien genannt) waren ein Stamm der Aborigines, die als Seefahrer eingeordnet werden und nicht als typische Coastal People (indigene Küstenmenschen) Australiens. Sie waren der einzige seefahrende Aboriginesstamm Australiens und lebten etwa 9000 Jahre lang in diesem Inselgebiet. Die Ngaro starben als Stamm in der Zeit der britischen Kolonisation aus.
Die europäischen Siedler nutzten das Land als Viehweide und verdrängten die indigene Bevölkerung. 1937 wurde der Archipel zum Nationalpark erklärt. Benannt ist der Nationalpark nach dem Oberst George James Molle, der in der britischen Kolonialzeit Lieutenant Governor in New South Wales war.

## Geologie
Wie auch die Whitsunday Islands sind die Molle Islands vulkanischen Ursprungs. Ausbrüche vor 110 Mio. Jahren ließen in der Gegend Berge entstehen, die später in der Korallensee versanken.
Die Molle Islands wurden in einer Eiszeit als Inseln ausgebildet, als das Polareis schmolz und das Land flutete.

## Flora
Auf den Inseln findet man vornehmlich lichter Eukalyptuswald, an den geschützteren Stellen auch tropischen Regenwald, ansonsten Grasland, an den ausgesetzten Hängen. Häufiges Abbrennen des Graslandes durch die Ngaro verhinderte das Verbuschen.

## Einrichtungen
Auf drei bewohnten Inseln Daydream Island, South Molle Island und Long Island befinden sich Resort Hotels. Das Zelten ist auf South Molle Island (Sandy Bay, Paddle Bay) und auf etlichen anderen Inseln gestattet, es gibt aber keine Einrichtungen. Auf South Molle Island, Long Island und North Molle Island gibt es Picknickplätze und Toiletten. Angelegte Wanderwege gibt es nicht.

## Zufahrt
Die direkt östlich von Shute Harbour gelegene Inselgruppe ist von dort und von Airlie Beach aus mit privaten oder kommerziellen Booten erreichbar.